# گادفرد اولسن
گادفرد اولسن (انگلیسی: Godtfred Olsen; ۲۲ ژوئیهٔ ۱۸۸۳ – ۲۱ ژوئن ۱۹۵۴) دوچرخه‌سوار اهل دانمارک بود.